# Nibley (Oregon)
Nibley az Amerikai Egyesült Államok északnyugati részén, Oregon állam Union megyéjében, az Oregon Route 237 mentén elhelyezkedő kísértetváros.
A települést Charles W. Nibley mormon üzletember (a helység névadója) és George E. Stoddard alapították az A. B. Conleytől vásárolt 3200 hektáros területen. Charles Nibley, David Eccles és George Stoddard 1898-ban megalapították az Oregon Sugar Companyt, amely La Grandéban megnyitotta a térség első cukorrépa-feldolgozóját. A céget később felvásárolta az Amalgamated Sugar Company.
Mivel a termés elmaradt a várttól, 1900-ban az Oregon Land Companyn keresztül megvásárolták Nibley területét, hogy tapasztalt utahi gazdálkodókat csábítsanak a térségbe. 1902-ben a saját postával rendelkező településen húsz család élt, azonban a terméshozam az időjárás és a vízhiány miatt továbbra is alacsony volt (Charley Nibley arra számított, hogy lehetővé válik az öntözés).
1905-ben hastífuszjárvány tört ki. 1906-ban a cukorrépa-feldolgozó bezárt, ugyanezen év december 29-én pedig a posta és ezzel a helység is megszűnt. Egyes történészek Nibley-t gyárváros volta miatt nem tekintik teljes értékű településnek.

## Fordítás
- Ez a szócikk részben vagy egészben  a   Nibley, Oregon című angol Wikipédia-szócikk ezen változatának fordításán alapul.  Az eredeti cikk szerkesztőit annak laptörténete sorolja fel. Ez a jelzés csupán a megfogalmazás eredetét és a szerzői jogokat jelzi, nem szolgál a cikkben szereplő információk forrásmegjelöléseként.